# Культурные ценности Индонезии

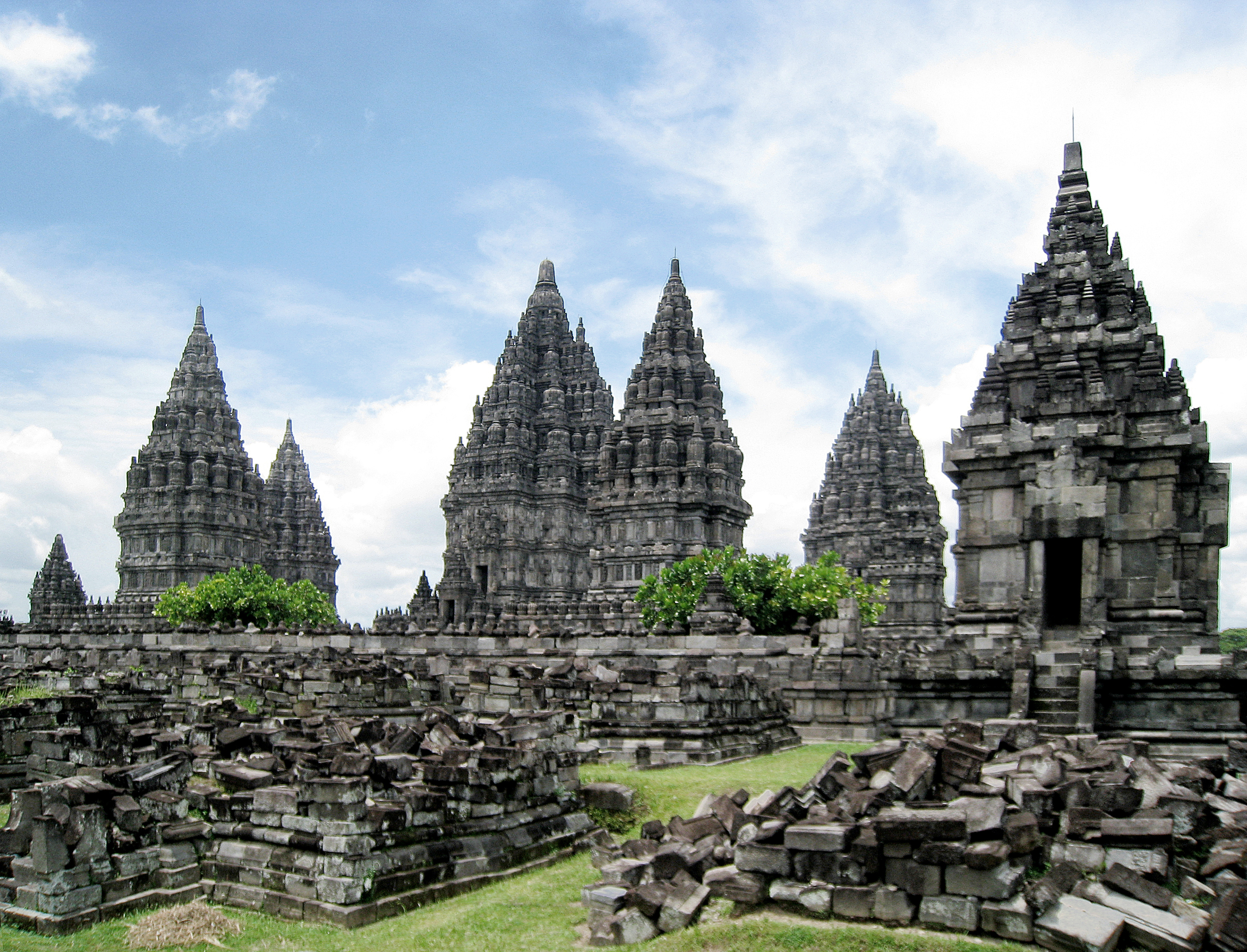
Храмовый комплекс Прамбанан

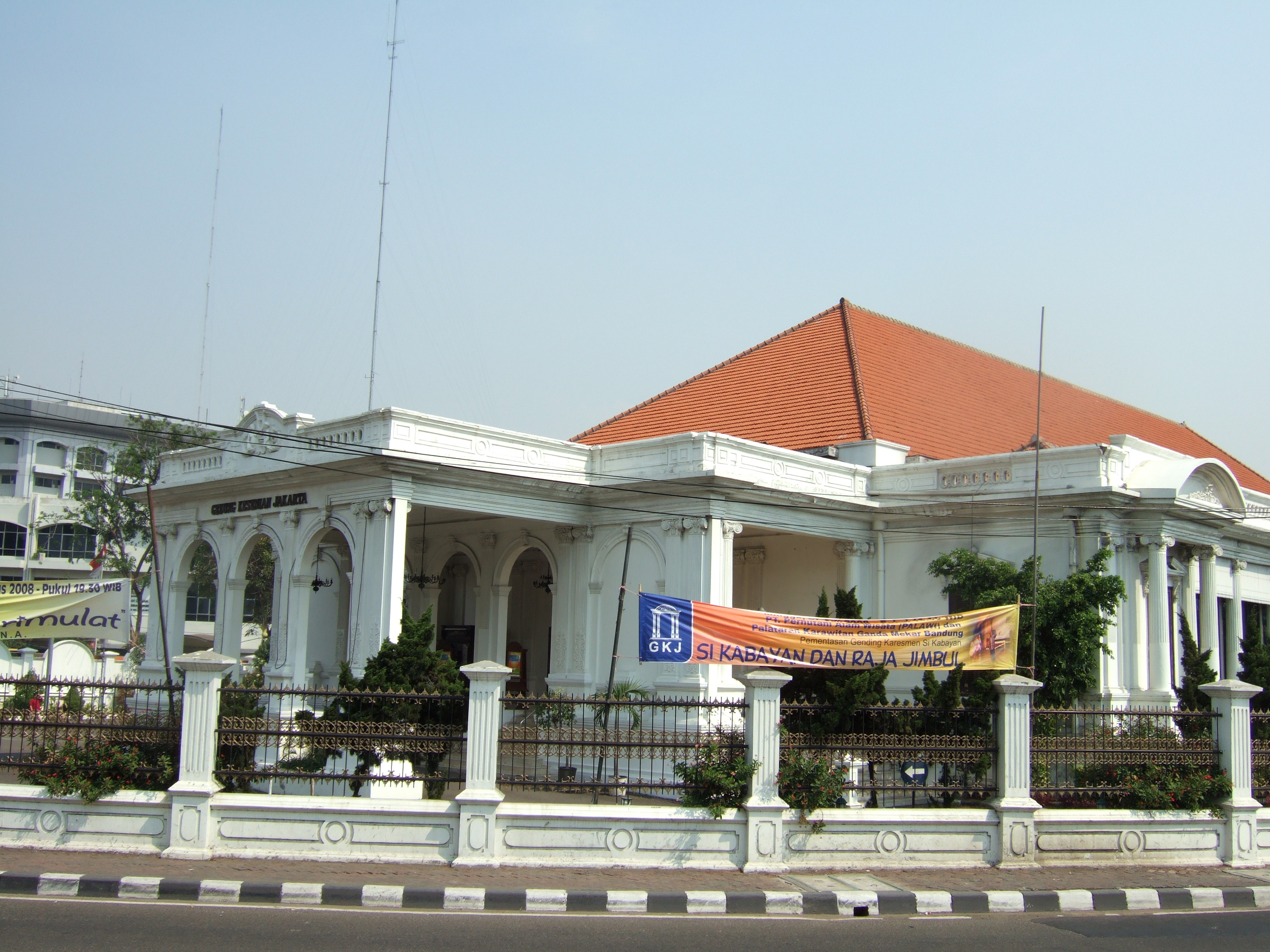
Дом искусства в Джакарте

Культурные ценности Индонезии (индон. Benda cagar budaya) — архитектурные, научные, религиозные, природные и иные памятники индонезийской культуры, которые определяются и охраняются индонезийским законом как места, имеющие «важное значение для истории, науки и культуры». В список культурных ценностей Индонезии на 2008 год включено 8232 объекта, среди которых буддийские храмы, мечети, художественные галереи, научные и природные объекты, пляжи. Некоторые объекты входят во Всемирное наследие ЮНЕСКО.

## История
Некоторые культурные памятники были защищены законом № 19 от 1931 года колониального правительства Голландской Ост-Индии, в который были внесены некоторые изменения в 1934 году. После обретения независимости Индонезией охрана памятников в стране регулировалась колониальным законом до 1992 года.
С 1992 года охрана памятников культурных ценностей Индонезии регулируется Законом Индонезийской Республики № 5 от 1992 года, который был подписан 21 марта 1992 года президентом Мухаммедом Сухарто. Подзаконный акт № 10 от 1993 года предписывает порядок регистрации культурных памятников, которые должны провести на своей территории государственные администрации индонезийский провинций.
Статья 1 Закона № 15 от 1992 года определяет значимость памятника, который может быть «движимым или недвижимым рукотворным объектом в возрасте не менее 50 лет и имеющим высокую историческую и культурную ценность или природным объектом с высокой исторической ценностью». Согласно статьям V и VI Закона № 15 памятники, внесённые в список культурных ценностей Индонезии входят в юрисдикцию индонезийского правительства. Статья VI позволяет находиться памятнику при определённых условиях в частной собственности.
Статья VII Закона № 15 определяет несколько видов наказания, связанные с охраной культурных ценностей Индонезии.